# Francesco Tomei
Pour les articles homonymes, voir Tomei.
Francesco Tomei (né le 19 mai 1985, à Lucques, chef-lieu de la province du même nom, en Toscane) est un coureur cycliste italien. Il devient professionnel en 2007 en signant pour l'équipe Panaria-Navigare.

## Biographie
Specialiste du contre-la-montre, Francesco Tomei termine deux fois deuxième du championnat d'Italie du chrono espoirs derrière Tiziano Dall'Antonia en 2005 et Alan Marangoni en 2006. Il est engagé l'année suivante dans l'équipe italienne Panaria-Navigare, où il reste deux ans sans faire de résultats. 
Mais malgré tout, en 2009, il signe dans l'équipe ProTour Lampre. Mais à la fin de la saison, il n'est pas conservé et se retrouve sans équipe.

## Palmarès
- 2005
  - 2e du championnat d'Italie sur du contre-la-montre espoirs

- 2006
  - Trophée Visentini
  - Gran Premio Custoza
  - 2e du championnat d'Italie sur du contre-la-montre espoirs
  - 3e du Mémorial Davide Fardelli

## Résultats sur les grands tours

### Tour d'Espagne
1 participation
- 2009 : abandon (12e étape)

## Classements mondiaux
| Année         | 2007 |
| ------------- | ---- |
| UCI Asia Tour | 199e |